# Џорџтаун (Илиноис)
Џорџтаун (енгл. Georgetown) град је у америчкој савезној држави Илиноис. По попису становништва из 2010. у њему је живело 3.474 становника.

## Демографија
Према попису становништва из 2010. у граду је живело 3.474 становника, што је 154 (4,2%) становника мање него 2000. године.
| Група             | 2000.         | 2010.         |
| Белци             | 3.430 (94,5%) | 3.256 (93,7%) |
| Афроамериканци    | 99 (2,7%)     | 102 (2,9%)    |
| Азијати           | 2 (0,1%)      | 0 (0,0%)      |
| Хиспаноамериканци | 43 (1,2%)     | 41 (1,2%)     |
| Укупно            | 3.628         | 3.474         |